# Modern Life Is Rubbish
Modern Life Is Rubbish е името на втория албум на британската група Блър. Излиза на 10 май 1993 във Великобритания.

## Песни
Всички песни са написани от Деймън Олбарн, Греъм Коксън, Алекс Джеймс и Дейв Раунтрий
1. For Tomorrow – 4:19
2. Advert – 3:45
3. Colin Zeal – 3:16
4. Pressure on Julian – 3:31
5. Star Shaped – 3:26
6. Blue Jeans – 3:54
7. Chemical World – 4:02
8. Intermission – 2:29
9. Sunday Sunday – 2:38
10. Oily Water – 5:00
11. Miss America – 5:34
12. Villa Rosie – 3:55
13. Coping – 3:24
14. Turn It Up – 3:21
15. Resigned – 5:14
16. Commercial Break – 0:55